# とんだ災難 (トムとジェリー)
『とんだ災難』（とんださいなん、原題：The Brothers Carry-Mouse-Off）は、『トムとジェリー』の短編作品の一つ。1965年製作。制作はチャック・ジョーンズ。

## 作品内容
リビングの中にプールを作り、デッキチェアでくつろぐジェリー。と、ビーチパラソルに仕込まれたレーダーが「トムの来襲」を察知した。こうしていつもどおりのドタバタが始まる。しかし手強いジェリーに散々翻弄され、トムはコテンパン。
悔しがるトムは考えた末、着ぐるみで巨大な雌ネズミに変身。ジェリーを誘惑しようとする。あっさりとジェリーを虜にしたものの、そこへジェリー以外の雄ネズミまで大量に寄り集まり「マドンナ」を巡って大喧嘩。これはたまらないと逃げ出したトムだったが、ファスナーが壊れて着ぐるみが脱げない。挙句、今度は腹を空かせた野良ネコどもが群がって…。
ネコたちにどこまでも追いかけ回される「巨大ネズミ」と、その光景を木の上から見届けるジェリーだった。

### 備考
本作のエンディングでは、ジェリーの傍の木に彫られたハートの中に「The End」の文字が描かれた独自の演出が用いられている。

## 登場キャラクター
トム
いつものようにジェリーを捕まえるべく様々な罠を仕掛けるも、例によってジェリーにことごとくかいくぐられその後の追いかけっこも敗北の連続。その後、屋根裏の物置で見つけた雌ネズミの着ぐるみでジェリーをおびき寄せ捕まえようとするも、ジェリー以外の雄ネズミにまで群がられた上、ファスナーが壊れたため着ぐるみが脱げなくなり、そのまま野良ネコたちに追いかけられてしまった。
ジェリー
トムの家にミニチュアのビーチを作ってくつろいでいると、パラソルのレーダーがトムの来襲を探知。大急ぎでビーチセット一式を片付け自身の巣穴へ戻った（ビーチセットはボタン一つで瞬時に収納が可能）。その後はトムが並べたオモチャや餌を一瞬で片付けるなどしてトムの捕獲作戦を封じ、追いかけっこにおいても彼を軽くあしらう。最後は木に登り、雌ネズミの着ぐるみが脱げず野良ネコたちに追われるトムを眺めた。
トムを追いかける野良ネコたち
雌ネズミの着ぐるみが脱げなくなって右往左往しているトムを（家の敷地外より柵越しに）見つけ、仲間のネコと共に「普通のネコに戻れない巨大ネズミのトム」を食べようと追いかける。
トムに群がる雄ネズミたち
ジェリーに続いて雌ネズミに扮したトムの周囲に群がり、トムの獲得権を巡って大喧嘩する。
金魚
ジェリーにふいごで空気を入れられたトムが飛ばされ金魚鉢へ突っ込んできたためトムの口の中で動き回り、最後はトムに蹴飛ばされた。

## 日本でのテレビ放映
1980年頃、日本テレビ系『木曜スペシャル・おかしなおかしな トムとジェリー 大行進』の枠内で放映され、その後も再放送された。DVDにも収録。